# Hippocratea arborea
Hippocratea arborea là một loài thực vật có hoa trong họ Dây gối. Loài này được Roxb. mô tả khoa học đầu tiên năm 1819.